# Crabio
Le crabio (krabyo en guyanais) est le jus du manioc préalablement détoxifié par cuisson et qui est ensuite préparé avec du poisson mélangé avec du crabe et sa graisse. Ce mélange donne une coloration gris foncé en fonction de la graisse de crabe rajoutée, d'où le nom crabio (Kuasapo en Kalina). C'est un plat très prisé en Guyane, surtout par les amérindiens Kalina surtout en saison de crabe. 
À ne pas confondre avec les jus de manioc bouilli ou fermenté souvent vendu sur les marchés dans de petites bouteilles de soda, macérant avec des piments. Il est consommé comme une sauce d'accompagnement ou comme ingrédient. On l'appelle toucoupi (Tucupi) dans les langues tupi-guarani comme le wayampi, le teko ou au Brésil (ex. : le canard au toucoupi est un plat réputé dans le nord du Brésil).